# 1er régiment de dragons à pied
Si les dragons sont, habituellement, des unités de cavalerie, certaines unités d'infanterie de l'armée française ont pu porter ce nom sous la Révolution et l'Empire.
Ainsi, à trois reprises, un 1er régiment de dragons à pied a été constitué. En premier lieu au Camp de Boulogne (1803) ; en deuxième lieu, pendant la campagne de 1805, enfin pendant la campagne de 1806.

## 1803
Deux divisions de dragons à pied sont constitués cette année. Ce sont les régiments entiers qui sont démontés pour les constituer avec deux escadrons. Le 1er régiment fait partie de la brigade Ferrol, division Klein.
Les dragons de la division Klein sont cantonnés autour d'Amiens.
À l'ouverture de la campagne d'Austerlitz, les dragons sont remontés.

## 1805
Le 25 août 1805, une division de quatre régiments de dragons à pied est créée à Strasbourg. Chaque régiment de dragon devait fournir 2 compagnies à pied.
Le 1er régiment de dragons à pied est ainsi constitué de compagnies des 1er, 2e et 20e (1er bataillon), 4e, 14e et 26e (2e bataillon).
Fin octobre 1805, tous ces dragons furent remontés et ces régiments de piétons disparurent.

## 1806
Le 12 septembre 1806, Napoléon décide de créer 4 bataillons de dragons à pied, formés en deux régiments. Ils sont rattachés à la Garde Impériale mais n'en font pas partie.
Le 1er régiment est formé à Mayence. Il comprend les 1er et 2e bataillons. Ils étaient composés de huit compagnies, issues des 2e, 6e, 11e, 13e, 14e, 20e, 22e et 26e régiments de Dragons.
Ce régiment est rattaché aux Grenadiers à pied de la Garde sans en faire partie. Il disparaît deux mois plus tard, ses dragons étant remontés et rejoignant leurs régiments d'origine.